# Wang Min
Wang Min (kinesisk: 王旻; pinyin: Wáng Mín, født 14. juni 1980 i Shanghai) er en kvindelig kinesisk håndboldspiller som deltog under Sommer-OL 2004.
I 2004 kom hun på en ottendeplads med de kinesiske hold under Sommer-OL 2004. Hun spillede i alle syv kampe og scorede 19 mål.